# 得浄明院
得浄明院（とくじょうみょういん）は、京都府京都市東山区にある善光寺大本願の京都別院の尼寺である。山号は本覚山。本尊は一光三尊阿弥陀如来。浄土宗の特別寺院でもある。通常非公開。

## 沿革
1882年（明治15年）、伏見宮邦家親王の第3王女で善光寺大本願の住職であった久我誓円（誓円尼）が、兄である久邇宮朝彦親王の令旨によって、知恩院管長の養鸕徹定から土地を寄進されたことで創建の端を発した。この土地は知恩院山内にあり、かつて華頂宮博経親王（尊秀入道親王）が居住していた「華頂殿」の一部であった。
誓円尼の実家である伏見宮の当主で弟の貞愛親王、兄の山階宮晃親王、朝彦親王ほか、関西の商人らの尽力によって仏堂の建築が進められ、1894年（明治27年）に善光寺大本願の京都別院の尼寺として建立された。翌1895年（明治28年）、誓円尼が善光寺との兼務で住職に就任。その後、誓円尼は大僧正に任命された。
1901年（明治34年）に本堂が、1907年（明治40年）に客殿が完成し、すべての工程を終えたことで落慶法要が営まれ、伏見宮貞愛親王をはじめ皇族や貴顕の参拝があった。

## 境内

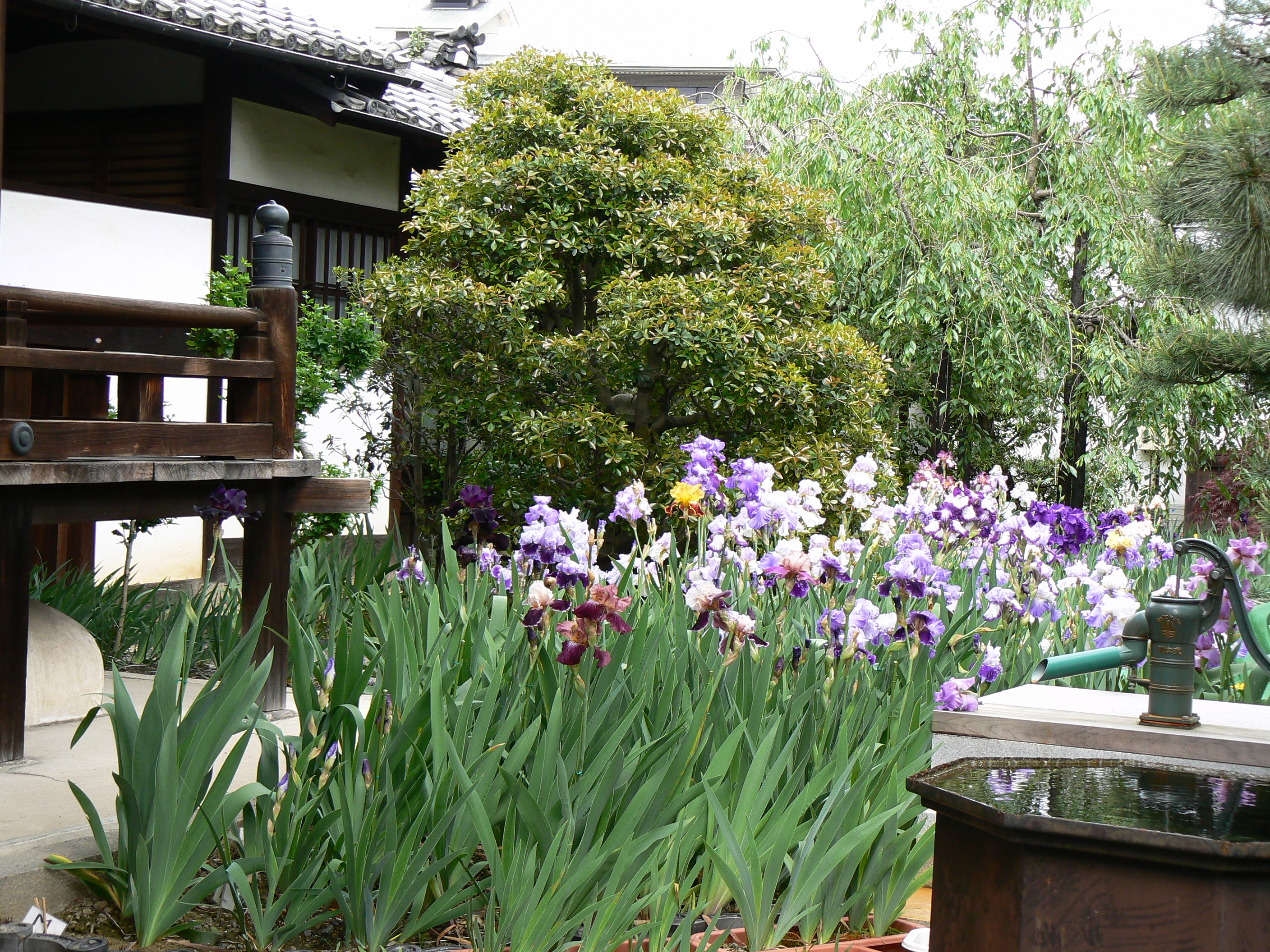
境内に咲くイチハツなどの花

通常非公開ではあるが、アヤメ科のイチハツの花の見頃に合わせて「戒壇巡りと一初鑑賞会」と称して特別公開を行っている。
- 本堂 - 善光寺に倣って一光三尊阿弥陀如来像を安置し、本堂脇の階段を下りて「戒壇巡り」ができるようになっている[13]。
- 書院
- 客殿
- 白天龍王社
- 総門 - 漫画『バガボンド』などの題字で知られる書家の吉川壽一によって「信州善光寺京都別院 得浄明院」と書かれた看板を掲げている[14]。
- 寺門

## 現地情報
所在地
- 京都府京都市東山区林下町459[15]

交通アクセス
- 京都市営地下鉄東西線「東山駅」より徒歩約5分[15]。

周辺
- 華頂女子中学校・高等学校
- 知恩院